# 청동 옻칠 발걸이
청동 옻칠 발걸이(靑銅黑漆壺鐙)는 대한민국 경상북도 경주시, 국립경주박물관에 있는 신라의 청동용구이다. 1993년 1월 15일 대한민국의 보물 제1151호로 지정되었다.

## 개요
말을 올라 타거나 달릴 때 발로 디디는 발걸이 부분을 등자라고 한다. 그 중에서 호등(壺鐙)이란 발 딛는 부분을 주머니처럼 넓게하여 쉽게 발을 넣거나 뺄 수 있게 한 것으로 삼국시대 둥근 테를 지닌 고리형의 윤등(輪鐙)에서 발전된 것이다.
이 호등은 높이 14.7cm, 폭 12.1cm, 길이 14.9cm로 말 안장과 쉽게 연결할 수 있도록 사각형 모양으로 튀어 올라오게 하였고, 아랫부분에는 작은 구멍을 뚫었다. 등자의 표면에는 꽃과 사선·불꽃무늬·물고기 뼈 문양을 정교하게 새겼으며, 그 위에 검은색 옻칠을 하였다.
삼국시대의 등자가 출토되기도 했으나 통일신라 것으로는 유일한 것으로, 일본 정창원에 이것과 유사한 1쌍이 있을 뿐이다. 따라서 그 희귀성과 함께 통일신라 금속 공예의 발전을 연구하는데 학술적 가치가 매우 높은 작품이다.

## 참고 자료
- 청동 옻칠 발걸이 - 국가유산청 국가유산포털